# Trave olímpica
A trave olímpica ou trave de equilíbrio - popularmente chamada de trave - é um aparelho da ginástica artística, presente em todas as competições oficiais de senhoras. 
A trave é o terceiro exercício do concurso geral feminino, dependendo da rotação escolhida, sendo apuradas as oito melhores ginastas para a final do aparelho, durante a disputa eliminatória por equipes. Além disso, esta disputa também está presente na fase final desta concorrência.

## História
Este aparelho faz parte da ginástica feminina competitiva. Os exercícios de equilíbrio são tão antigos quanto os livres, no solo. As primeiras práticas eram realizadas sobre um tronco de pinheiro e mais tarde, foram aprimoradas pelo alemão, "pai" da ginástica moderna, Friedrich Ludwig Jahn. Antes dele, o primeiro a formalizar interesse em relação a esta prática foi Johan Christoph GutsMuths (1759 - 1839) e sua trave possuía vinte metros de comprimento.
No ano de 1936, já modernizados, os exercícios na trave fizeram a sua estreia em Jogos Olímpicos, ainda que não competitivamente. Anteriormente, em 1934, as primeiras provas neste aparelho foram realizadas no Campeonato Mundial em Budapeste. Nessa época, a trave possuía oito centímetros invés dos dez atuais. Desde então, material e taticamente, a trave evoluiu junto à prática da ginástica artística.
Apesar de poderem competir desde 1921, as mulheres só realmente praticaram rotinas na trave na década de trinta. A primeira vencedora competitiva foi a jovem italiana de quatorze anos, Elda Lividino, que acrescentou o ritmo à apresentação. Contudo, foram as húngaras, as conhecidas por inovarem as rotinas com movimentos como os acrobáticos – Erika Zuchold foi a primeira a executar um back flip (salto invertido). Em consequência dessas inovações, em 1965, um livro com normas precisou ser escrito. Apenas em 1973 outras novidades puderam ser reconhecidas, com a mudança no material do aparelho - Ele estando menos escorregadio, proporcionava às ginastas movimentos mais elásticos e melhores rondadas.
Ainda que a dificuldade das execuções tenham aumentado com o passar dos anos, sua largura aumentou em apenas dois centímetros. Apesar disso, a trave é considerada um aparelho seguro dentro dos padrões que o esporte exige.
Por fim, a trave estreou competitivamente nos Jogos Olímpicos de 1952, em Helsínquia. A primeira vencedora foi a soviética Nina Bocharova. A Romênia, desde os anos de Nadia Comaneci, é um país com grande tradição olímpica nesta especialidade, tendo conquistado seis medalhas de ouro, cinco das quais consecutivas.

## Aparelho
A trave em si é uma barra revestida com material aderente, situada a 1,25 metros do chão, com cinco metros de comprimento e dez centímetros de largura, onde a atleta deve equilibrar-se e realizar saltos e giros. 
Até à década de 1980, a superfície da trave era de madeira simplesmente polida. Desde então, o aparelho foi revestido com couro ou camurça. Hoje, o material usado é uma espécie de cobertura maleável, semelhante à que é usada na mesa de saltos.

## Características da competição
Sua sigla, para provas internacionais regulamentadas pela Federação Internacional de Ginástica, é BB

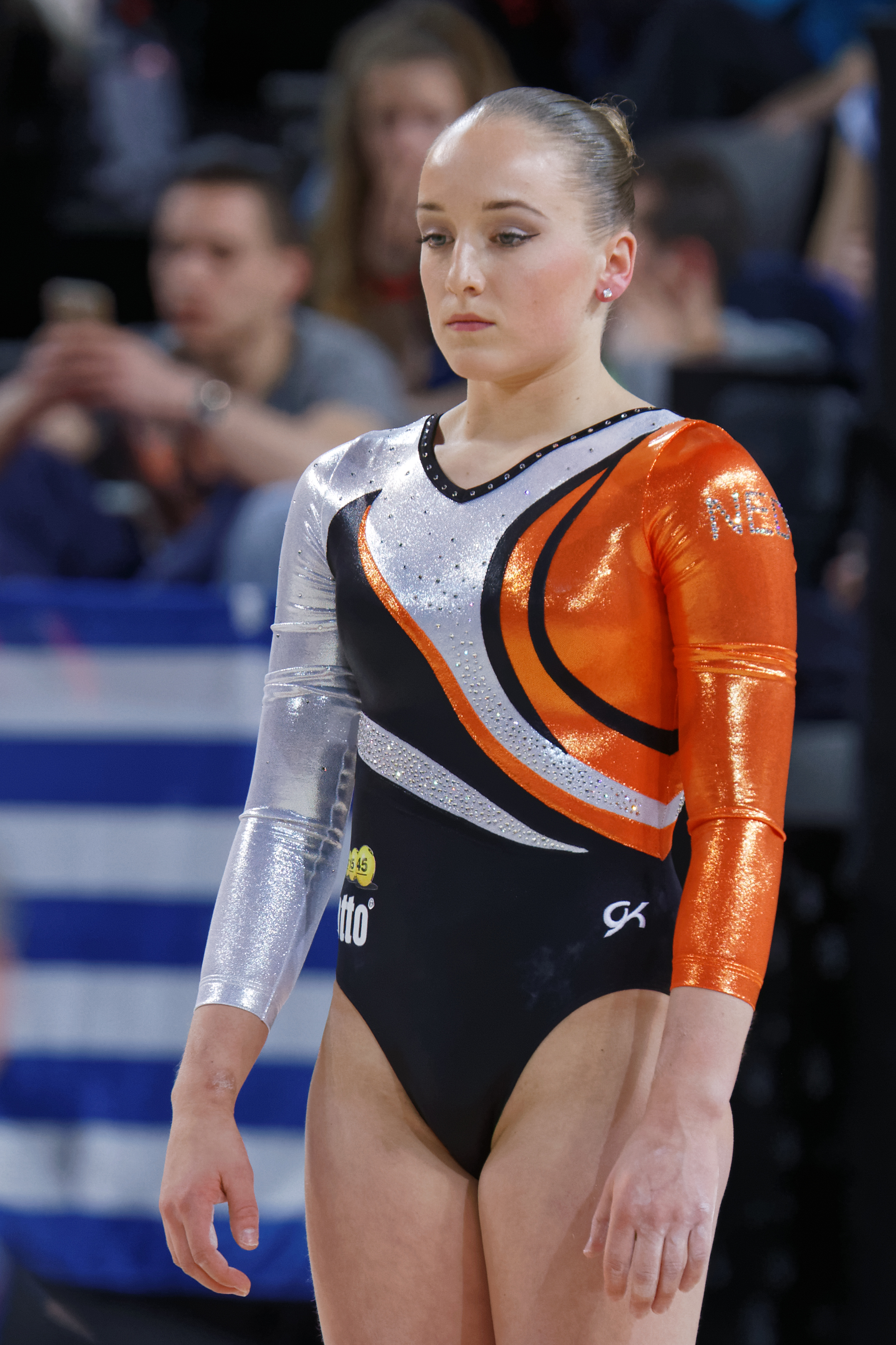
Sanne Wevers, campeã olímpica nos Jogos do Rio 2016

A ginasta tem noventa segundos para realizar sua série. As séries de ginastas de alto nível incluem saltos, mortais, rondadas, passos e a parte coreográfica. A partir dos anos 1970, a dificuldade dos exercícios de trave começou a aumentar. Olga Korbut e Nadia Comaneci foram as pioneiras das séries acrobáticas no aparelho, aproveitando a transição das traves polidas para as traves revestidas e menos escorregadias.
Os exercícios deste evento são coreografados pelas atletas e/ou treinadores. Não há restrições, mas existem diversos elementos obrigatórios - como um giro de 360 graus, um salto que inclua uma separação de pernas de 180 graus e a presença de séries acrobáticas para a frente e para trás - que precisam ser cumpridos. A ginasta precisa subir e desmontar o aparelho sozinha, da forma que entender. A subida pode ser por impulsão simples ou através de um salto. Segundo o Código de Pontos, a saída[a] precisa ser realizada com um salto de grau de dificuldade mínimo "C" na C-I (classificatória), C-II (individual geral) e C-IV (equipe), e no mínimo "D" ou superior para a competição C-III (final por aparelhos). A ginasta tem ainda como obrigação em sua rotina, percorrer toda a extensão do aparelho para validar sua apresentação.[carece de fontes?]
A atleta pode competir descalça ou com sapatilhas apropriadas, e pode também usar carbonato de magnésio nas mãos e pés. Atualmente a preferência das atletas é por competirem apenas descalças, protegendo com ataduras as partes mais sensíveis e revestindo a palma dos pés com o pó de magnésio.
Para ter uma boa pontuação e realizar uma bonita apresentação, a ginasta precisa de:
- Elementos acrobáticos e ginásticos de diferentes grupos (Os grupos possuem variantes de A a G);
- Variações no ritmo entre movimentos rápidos e lentos, para frente, lado e para trás;
- Mudança do trabalho próximo e afastado da trave;
- Usar movimentos de voo (onde a ginasta realiza dois movimentos acrobáticos ligados) e movimentos mistos (onde a ginasta mistura suas acrobacias com seus movimentos coreográficos) aumentam sua pontuação.

A pontuação é determinada pela qualidade e dificuldade da coreografia e pela execução da prova. São feitas reduções caso:
- A coreografia não incluir os elementos obrigatórios;
- A atleta demonstrar pouco domínio do aparelho;
- A atleta se desequilibrar;
- A atleta cometer falhas de execução;
- A atleta cair da trave (penalização automática de 1,0 ponto e desqualificação se demorar mais de dez segundos a regressar ao aparelho);
- O sinal tocar pela segunda vez significa que a ginasta ultrapassou os 90 segundos.

## Ginastas de destaque
- : Catalina Ponor, Daniela Silivaş, Nadia Comaneci
- : Liu Xuan
- : Shawn Johnson, Simone Biles
- : Olga Korbut